# Estación de Segovia
Segovia es una estación de ferrocarril situada en el municipio español de Segovia, en la provincia de Segovia, comunidad autónoma de Castilla y León. Cuenta únicamente con servicios de Media distancia ya que el tráfico de largo recorrido se presta en la estación de Segovia-Guiomar. La estación es la terminal de la línea Villalba-Segovia, por la cual presta servicio la línea 53 de Media Distancia Madrid-Segovia con servicios Regionales cadenciados gestionados por Renfe Media Distancia que dan continuidad a la línea ferroviaria desde Cercedilla hasta Segovia, enlazando con la línea C-8 de Cercanías Madrid. 
Desde 1982 el edificio de viajeros constituye monumento catalogado como Bien de Interés Cultural.

## Situación ferroviaria
Las instalaciones se encuentran situadas en el punto kilométrico 62,7 de la línea férrea de ancho ibérico Villalba-Segovia. El tramo es vía única, en ancho ibérico y está electrificado. Este trazado continuaba hasta Medina del Campo, si bien la línea Segovia-Medina del Campo fue clausurado en 1993.

## Historia
El ferrocarril llegó a Segovia el 1 de junio de 1884 con la apertura del tramo Medina del Campo-Segovia de la línea férrea que pretendía unir Medina del Campo con Villalba. Las obras corrieron a cargo de Norte. Dicha compañía no tenía especial interés en este trazado dado que ya contaba con la línea Madrid-Hendaya que hacía un recorrido similar alcanzando Medina del Campo vía Ávila. Aun así motivos estratégicos la llevaron a hacerse con la misma para evitar que algún competidor pudiera aprovechar que la conexión por Segovia era la más corta para alcanzar Madrid desde Valladolid, León o Asturias. El ingeniero Miguel Muruve y Galán fue el encargado de construir la primera estación de la ciudad. Para ello siguió los planos de la estación de Granollers que el mismo había construido para la línea Barcelona-Granollers.
A lo largo de la historia el recinto ha sufrido diversas reformas y ampliaciones siendo las más destacadas las realizadas entre 1911 y 1913, a petición del rey Alfonso XIII que solicitó entre otras mejoras, una "Sala Regia" para sus visitas a la ciudad, pavimentar el patio de viajeros para evitar los inconvenientes del polvo, o ampliar vías y marquesinas, la de 1926 y por último la de 1991. Fue también una de las estaciones incluidas en el Plan Extraordinario de Modernización y Equipamiento de Estaciones impulsado por RENFE en 1986.

## La estación

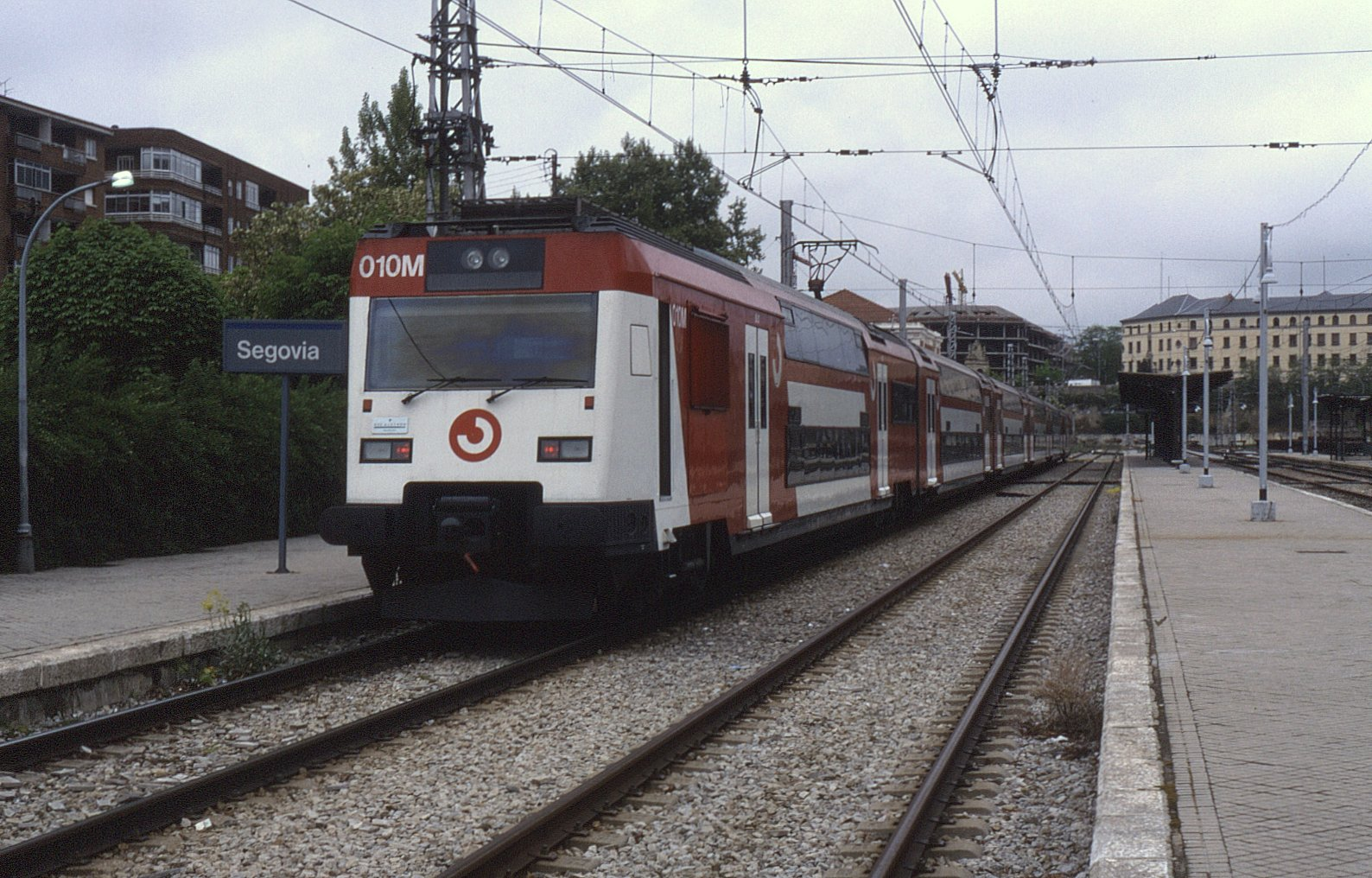
Andenes de la estación, 1997.

Está situada en la calle Obispo de Quesada, al sur de la ciudad. El edificio para viajeros es una estructura de planta rectangular formado por un cuerpo central de dos alturas al que se anexan dos alas de planta baja de forma simétrica. En total, tiene unos 50 metros de longitud y 11 de anchura. Los materiales de construcción predominantes son la piedra caliza y el ladrillo. Todos los vanos están decorados con arcos de medio punto con clave resalta y enmarcados con forma de alfiz, aunque tapiados en su mayoría desde febrero de 2021.
En la zona de andenes, la estación cuenta con varias marquesinas metálicas que se sostienen con columnas de hierro fundido y muestran elementos decorativos en sus capiteles. Dispone de 5 vías y de 3 andenes, de las cuales se utilizan las vías 1 y 2, ya que las demás están defectuosas o no están operativas.

## Servicios ferroviarios

### Media distancia
Renfe presta servicios de media distancia usando trenes regionales entre Segovia y Madrid utilizando material de Cercanías Renfe. Se suelen utilizar unidades 446 y 447. 
Desde 2013, por el Plan de Racionalización de Servicios Muy Deficientes, se redujo la frecuencia de ocho trenes diarios a tres de lunes a jueves, cuatro los viernes y cinco los fines de semana y festivos. 
En marzo de 2020 se redujeron provisionalmente aún más estos servicios debido al Estado de Alarma declarado por la Pandemia de COVID-19 en España, dejándose en sólo dos trenes diarios por sentido de vía y con el interrogante del momento en el que Renfe volverá a restablecer la totalidad de los servicios, ya que la empresa pública manifiesta que las frecuencias se irán aumentando progresivamente conforme vaya aumentando la demanda de los viajeros, algo difícil de conseguir con tan solo dos servicios por sentido.
| Línea MD | Trenes | Origen/Destino                     | Serie | Destino/Origen | Observaciones                 |
| -------- | ------ | ---------------------------------- | ----- | -------------- | ----------------------------- |
| 53       |        | Madrid-Atocha Cercanías Cercedilla | 450   | Terminal       | 2 Trenes Diarios ida y vuelta |

Desde 2013 es necesario hacer un trasbordo en la estación de Cercedilla si se quiere prolongar el viaje hacia/desde Madrid.